# Mitsubishi Xforce
Mitsubishi Xforce — субкомпактный кроссовер, выпускаемый компанией Mitsubishi Motors с 2023 года. Впервые он был представлен в виде концепт-кара под названием XFC Concept, который был показан 19 октября в Хошимине, а затем на Вьетнамском автосалоне 26 октября 2022 года. Серийная версия была представлена на 30-м Индонезийском международном автосалоне Gaikindo 10 августа 2023 года.

## Описание
В модели используется обновлённый язык дизайна, являющийся последней версией темы «Dynamic Shield».
Построенный на той же платформе, что и Xpander MPV, Xforce специально настроен для обеспечения повышенного комфорта езды по дорогам АСЕАН, используя увеличенный ход колёс и более высокое передаточное отношение OA в передней подвеске, а также задние амортизаторы большего диаметра. Система активного контроля рыскания (AYC) входит в стандартную комплектацию. Предлагается 4 режима вождения: Xforce предлагает четыре режима вождения в зависимости от модификации: Normal, Wet, Gravel и Mud.

По словам Такао Като, президента и генерального директора Mitsubishi Motors, компания работает над будущим электрифицированным вариантом внедорожника, который может быть запущен в регионах за пределами АСЕАН.

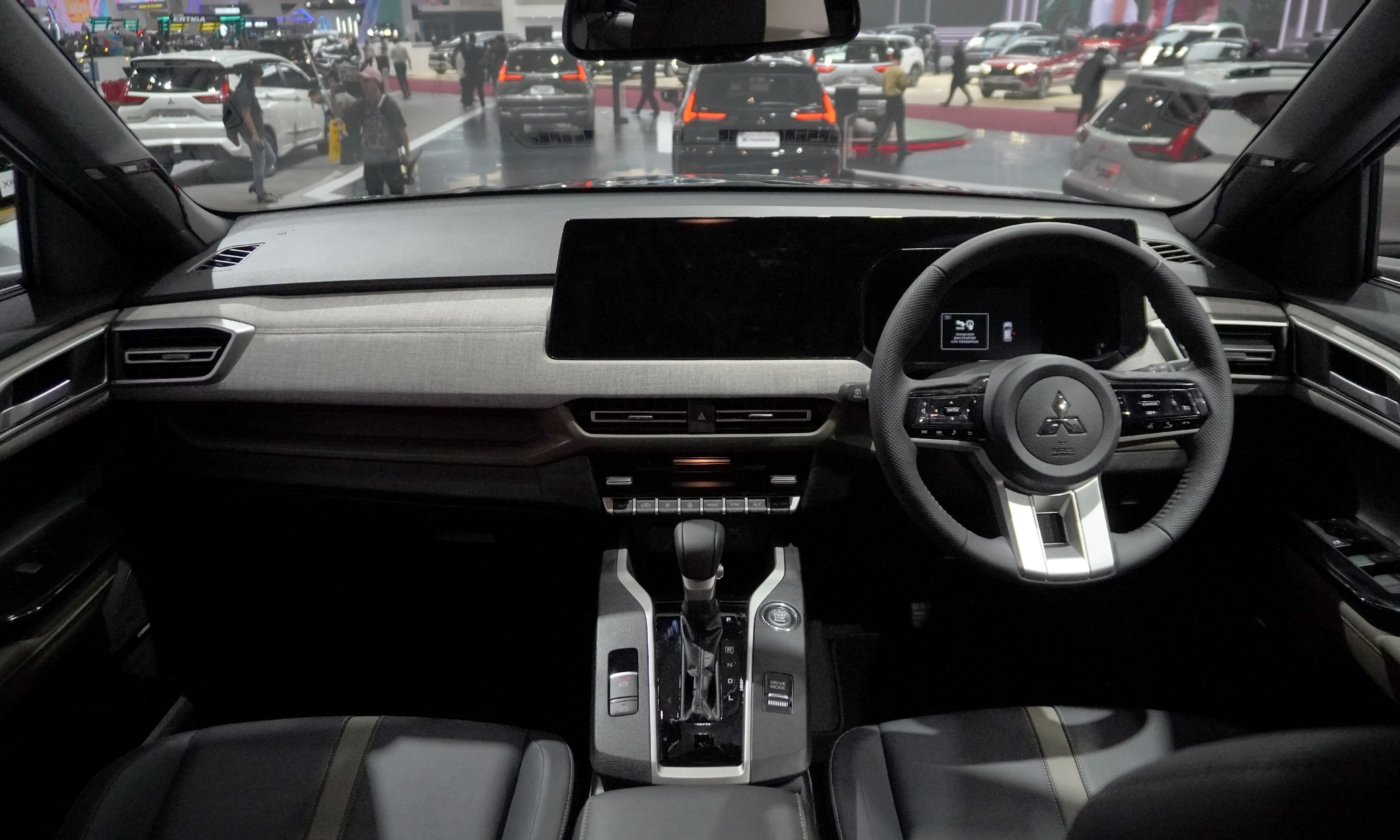
Интерьер